# 克洛弗鎮區 (伊利諾伊州亨利縣)
克洛弗鎮區（英語：Clover Township）是位於美國伊利諾伊州亨利縣的一個行政鎮區。

## 地方資料
根據2010年美國人口普查的數據，克洛弗鎮區的面積為90.40平方千米，當中陸地面積為90.40平方千米，而水域面積為0.00平方千米。當地共有人口908人，而人口密度為每平方千米10.04人。